# Дякую... бабусю
«Дякую… бабусю» («Grazie… nonna») — італійська еротична комедія 1975 року, знята режисером Франко Мартінеллі, з Едвіж Фенек у головній ролі.

## Сюжет
Сімейство Персікетті схвильовано телеграмою, що прибула, в якій йдеться про швидкий приїзд вдови їхнього старого батька і діда, Маріанни, для зустрічі з пасинком і двома онуками. Зустріти цю особу в аеропорту доручають молодій людині, одному з онуків померлого діда. Однак на юнака чекає сюрприз: замість старої дами, яку він очікував побачити, вдовою виявилася чарівна молода дівчина. Герой одразу закохується у свою «бабусю», яка зовсім не проти ще одного захоплення.

## У ролях
- Едвіж Фенек: Маріхуана, мачуха Піно Персікетті
- Валеріо Фіораванті: Карло «Карлетто» Персікетті
- Енріко Сімонетті: інженер Піно Персікетті
- Фабріціо Кардіналі: Джорджіо Персікетті, старший син
- Валерія Фабріці: Селеста, економка
- Джанфранко Д'Анджело: Брат Доменіко
- Граціелла Мосіні: Марінелла

## Знімальна група
- Режисер: Франко Мартінеллі
- Сценарій: Маріно Джіроламі, Романо Скандаріато
- Оператор: Сальваторе Карузо
- Композитори: Енріко Сімонетті, Клаудіо Сімонетті
- Монтаж: Еудженіо Алабізо